# The Watcher – Willkommen im Motor Way Motel
The Watcher – Willkommen im Motor Way Motel (Originaltitel: Looking Glass) ist ein US-amerikanischer Psychothriller aus dem Jahr 2018 mit Nicolas Cage in der Hauptrolle. Der Film startete am 6. Februar 2018 in den US-Kinos.

## Handlung
Ray und Maggie haben ihr Kind durch einen Unfall verloren. Sie sehnen sich nach einem Neuanfang und kaufen von Ben ein Motel in einer kleinen Stadt irgendwo in der Wüste von Kalifornien auf dem Weg nach Las Vegas. Stunden nach ihrer Ankunft ruft Ben Ray an und trennt kurz darauf plötzlich die Verbindung. Wegen Bens seltsamen Verhaltens wird Ray misstrauisch und entdeckt bei der Erkundung des Motels einen geheimen unterirdischen Gang, der zu einem kleinen Raum mit einem Einwegspiegel führt, der es ermöglicht, das Motelzimmer mit der Nummer 10 heimlich zu beobachten. Eine junge Frau namens Jessica bucht kurze Zeit später ein Zimmer im Motel, vor der eigentlichen Eröffnung. Ray und Maggie lernen auch Tommy kennen, einen LKW-Fahrer, der regelmäßig das Zimmer Nummer 10 in Begleitung einer Prostituierten besucht. Howard, der stellvertretende Sheriff des Ortes, erscheint alle paar Tage im Motel, um einen Kaffee zu trinken und nach dem Rechten zu sehen, wie er sagt. Gegenüber dem Motel liegt eine Tankstelle. Der Besitzer tritt gegenüber Ray übertrieben freundlich auf und bietet ihm an, dass er und seine Jungs, die Mechaniker, Probleme im Ort in die eigenen Hände nehmen, sollte Ray mal Unterstützung benötigen.
Ray fühlt sich wegen des merkwürdigen Verhaltens von Howard und den Tankstellenmitarbeitern zunehmend unwohl. Er bemerkt, dass Howard immer wieder nach dem Aufenthaltsort von Ben fragt. Auch Jessica hat jeden Abend Besuch von einer anderen blonden Frau. Ray beginnt daraufhin heimlich durch den Einwegspiegel das Geschehen in Zimmer Nummer 10 zu beobachten. Er sieht, wie Jessica mit der Blondine BDSM-Sex hat. Später in der Nacht, nachdem die blonde Frau das Motel verlassen und Ray seine Beobachtung beendet hat, wird Jessica von allen unbemerkt von einem maskierten Angreifer zu Tode erwürgt und die Leiche verschleppt.
Eines Abends machen Ray und Maggie einen Ausflug in ein Casino. Als sie wieder am Motel ankommen, finden sie im Pool den aufgeschlitzten Kadaver eines Schweins. Ray findet beim Bergen des Kadavers eine Notiz im Bauch des Schweins, die ein Foto eines jungen Mädchens und das Wort „Crissy“ beinhaltet. Ray fährt daraufhin in die Wüste und verbrennt den Kadaver. Als er zurückkommt, trifft er Tommy, den Fernfahrer, und erzählt ihm vom Schwein und der Notiz. Tommy berichtet, dass eine junge Frau namens Crissy im Pool Selbstmord begangen hatte, indem sie sich den Bauch aufschnitt.
Am nächsten Morgen erscheint erneut Howard und ist gegenüber Ray misstrauisch, da er wegen des Schweins im Pool nicht die Polizei alarmiert hat. Er beginnt ihn zu verhören und enthüllt ihm, dass Crissy in der Nacht ermordet wurde, nachdem Ray und Maggie das Motel zum ersten Mal besucht hatten, bevor sie es gekauft hatten. Der Mörder ist bis heute nicht gefasst worden. Er enthüllt auch, dass er mit den Mitarbeitern der Tankstelle gesprochen hat, die Ray seit diesem Besuch im Auge hatten. Nachdem Howard Ray wiederholt gefragt hat, ob er Crissy ermordet hat, und Ray dies wiederholt nervös bestritten hat, beginnt Howard zu lachen und scheint ihm zu glauben. Bald zieht erneut die blonde Frau ins Motel ein und besteht darauf, Zimmer Nummer 10 zu bekommen. Ray schlägt ihr ein anderes Zimmer vor, was sie jedoch vehement verneint. Später in dieser Nacht beobachtet Ray erneut, wie sie und eine andere Frau Sex haben, bemerkt dann aber auch einen Mann, der in einer nicht einsehbaren Ecke des Zimmers sitzt und ebenfalls das Geschehene beobachtet.
In den Nachrichten wird über Jessica berichtet, die in der Wüste aufgefunden und offensichtlich ermordet wurde. Als die blonde Frau das Motel verlässt, folgt Ray ihr und befragt sie über Jessicas Tod. Die blonde Frau beantwortet seine Fragen aber nicht, sondern deutet an, dass sie über den Einwegspiegel Bescheid weiß. Ein Mann greift Ray plötzlich an, aber Ray schlägt ihn mit einem Revolver bewusstlos. Er fordert die blonde Frau auf, sich von seinem Motel fernzuhalten.
Als er zum Motel zurückkommt, sieht er einen Mann weglaufen und bemerkt rote Farbe, die offenbar Blut darstellen soll, über einem seiner Fenster. Wütend geht er zum Tankstellenmanager und beschuldigt ihn, beteiligt zu sein, aber der Manager bestreitet alles und meint, er hätte nichts gesehen. Als er zurückgeht, ist Maggie wütend und erzählt, dass Howard sie seinetwegen verhört hat. Die blonde Frau hatte ihr auch geraten, Ray im Auge zu behalten. Sie haben einen Streit, aber Ray gelingt es, Maggie zu beruhigen, er zeigt ihr den Einwegspiegel und gibt zu, dass er andere Menschen beim Sex beobachtet hat.
Ray ist überzeugt, dass im Motelzimmer Nummer 10 etwas passiert sein muss. Er beschließt, Ben zu suchen, um mit ihm zu sprechen. Nachdem er einige Bekannte von Ben angerufen und sie gebeten hat, Ben eine Nachricht zukommen zu lassen, ruft Ben schließlich an und willigt ein, Ray in der Wüste zu treffen. Als sie sich treffen, scheint Ben verwirrt zu sein und unter Paranoia zu leiden. Ray eröffnet Ben, dass er den Einwegspiegel gefunden hat, und nennt ihn einen Perversen, aber Ben erklärt, er habe Humansoziologie studiert. Er bietet Ray an, ihm fünfzig Prozent des Kaufpreises zurückzuzahlen, und rät ihm, sofort die Stadt zu verlassen. Plötzlich trifft ein Schuss Bens Brust und tötet ihn. Ray sieht nur in der Ferne ein Auto davonrasen.
Als Ray merkt, dass er in Gefahr ist, ruft er Maggie an und bittet sie, ihre Sachen zusammenzupacken, damit sie sofort verschwinden können. Als er im Motel ankommt, bemerkt er Howards Polizeiauto auf dem Parkplatz und findet Anzeichen eines Kampfes in der Wohnung. Auf der Suche nach seiner Frau bemerkt er, dass offenbar das Zimmer Nummer 10 belegt ist. Er vermutet dort den Sheriff und beschließt, zunächst durch den Einwegspiegel zu schauen. Er sieht, dass Maggie geknebelt und am Bett festgehalten wird und Howard auf ihn wartet. Howard sagt Maggie, dass er vorhat, sie und Ray zu töten, so dass es so aussieht, als hätte Ray sie getötet und dann Selbstmord begangen. Ray lockt Howard zum Spiegel, durchbricht ihn daraufhin und greift ihn an, worauf Howards Pistole in die Ecke des Zimmers fliegt. Howard sagt, er verstehe jetzt, woher Ben wusste, was er getan hat, und enthüllt, warum er so sehr darauf bedacht war, ihn zu finden. Im darauffolgenden Kampf kann Ray die Pistole ergreifen und erschießt Howard. Er befreit Maggie und beide gehen in Richtung Auto. Auf dem Weg zum Auto kommt gerade Tommy mit seinem LKW und fragt Ray, ob Zimmer Nummer 10 frei sei. Ray geht still mit Maggie weiter zum Auto und fährt davon. Als sie davonfahren, blicken der Tankstellenmanager und seine Mechaniker beiden hinterher.

## Synchronisation
Die deutschsprachige Synchronisation des Films übernahm die Hermes Synchron in Potsdam. Nach einem Dialogbuch von Andrea Pichlmaier unter der Dialogregie von Joachim Tennstedt.
| Rolle               | Schauspieler  | Deutscher Sprecher |
| ------------------- | ------------- | ------------------ |
| Ray                 | Nicolas Cage  | Martin Keßler      |
| Maggie              | Robin Tunney  | Vera Teltz         |
| Howard              | Marc Blucas   | Nicolas Böll       |
| Tommy               | Ernie Lively  | Peter Reinhardt    |
| „Strawberry Blonde“ | Kassia Conway | Sarah Riedel       |
| Ben                 | Bill Bolender | Freimut Götsch     |